# Nemoura linguata
Nemoura linguata är en bäcksländeart som beskrevs av Luisa Eugenia Navas 1918. Nemoura linguata ingår i släktet Nemoura och familjen kryssbäcksländor. Inga underarter finns listade i Catalogue of Life.